# Chamseddine Dhaouadi
Chamseddine Dhaouadi là một cầu thủ bóng đá người Tunisia. Hiện tại anh thi đấu cho Espérance Tunis ở CLP-1. Anh có 3 lần ra sân cho Đội tuyển bóng đá quốc gia Tunisia.